# Samuel Gidi
Samuel Mawuena Gidi (ur. 15 kwietnia 2004) – ghański piłkarz grający na pozycji pomocnika w klubie MŠK Žilina.

## Kariera juniorska
Gidi grał jako junior w MŠK Žilina Africa FC (do 2022).

## Kariera seniorska

### MŠK Žilina
Gidi przeszedł do MŠK Žilina 1 lipca 2022. Zadebiutował u nich 16 lipca 2022 w meczu z AS Trenčín (0:0). Pierwszą bramkę zdobył 29 lipca 2022 w wygranym 4:1 spotkaniu przeciwko FK Dukla Bańska Bystrzyca, zanotował wtedy też asystę.
Gidi w 2023 rozegrał jeden mecz w rezerwach MŠK Žilina, strzelił w nim 2 gole.

## Statystyki

### Klubowe
(aktualne na dzień 19 czerwca 2025)
| Klub               | Sezon              | Liga               | Liga  | Liga   | Puchar kraju | Puchar kraju | Europa | Europa | Suma  | Suma   |
| Klub               | Sezon              | Liga               | Mecze | Bramki | Mecze        | Bramki       | Mecze  | Bramki | Mecze | Bramki |
| ------------------ | ------------------ | ------------------ | ----- | ------ | ------------ | ------------ | ------ | ------ | ----- | ------ |
| MŠK Žilina         | 2022/23            | I liga słowacka    | 33    | 3      | 3            | 0            | –      | –      | 36    | 3      |
| MŠK Žilina         | 2023/24            | I liga słowacka    | 31    | 2      | 1            | 0            | 4      | 0      | 36    | 2      |
| MŠK Žilina         | 2024/25            | I liga słowacka    | 27    | 1      | 3            | 1            | –      | –      | 30    | 2      |
| MŠK Žilina         | 2025/26            | I liga słowacka    | 0     | 0      | 0            | 0            | 0      | 0      | 0     | 0      |
| MŠK Žilina         | Ogólnie            | Ogólnie            | 91    | 6      | 7            | 1            | 4      | 0      | 102   | 7      |
| MŠK Žilina II      | 2022/23            | II liga słowacka   | 1     | 2      | 0            | 0            | –      | –      | 1     | 2      |
| MŠK Žilina II      | Ogólnie            | Ogólnie            | 1     | 2      | 0            | 0            | 0      | 0      | 1     | 2      |
| Ogólnie w karierze | Ogólnie w karierze | Ogólnie w karierze | 92    | 8      | 7            | 1            | 4      | 0      | 103   | 9      |